# Referendum o državnosti Crne Gore 1992.
Referendum o državnosti Crne Gore je proveden pred kraj procesa raspada SFRJ 1. ožujka 1992. godine dok je SFRJ još bila punopravnim članom UN. Bivše jugoslavenske republike Bosna i Hercegovina i Makedonija su tada čekale na međunarodno priznanje svoje neovisnosti i formalno-pravno su bile dijelom SFRJ.

## Pitanje
Referendumsko je pitanje glasilo:
Da li ste za to da Crna Gora kao suverena republika nastavi živjeti u zajedničkoj državi Jugoslaviji potpuno ravnopravno s drugim republikama koje to žele.
Glasovalo se ZA i PROTIV.

## Rezultati
- Ukupno upisanih birača: 421.549

- Ukupno glasovalo: 278.382 (66,04%)

- Ukupno nije glasovalo: 143.167 (33,96%)

U konačnom:
- Ukupno glasovalo ZA: 266.273 (95,65%)

- Ukupno glasovalo PROTIV: 8.755 (3,14%)

## Reakcije
Referendum je inicirala vladajuća Demokratska partija socijalista, koja je, na osnovu rezultata višestranačkih parlamentarnih izbora iz prosinca 1990. godine, samostalno oformila Vladu, te imala apsolutnu većinu u crnogorskom parlamentu.
Dvije najjače crnogorske oporbene stranke, Liberalni savez Crne Gore koji je preferirao državnu neovisnost, te glavni politički subjekt Srba u Crnoj Gori, tada masovna Narodne stranke, bojkotirale su referendum.
Njihov glavni prigovor je bio je da je referendum organiziran u neregularnim uvjetima, te da on ne će biti odraz slobodne volje crnogorskih građana. Referendumsko je pitanje, po istim mišljenjima, bilo krajnje nejasno u pogledu toga o čemu se zapravo građani trebaju izjašnjavati.
Na bojkot referenduma su pozvale i stranke narodnosti u Crnoj Gori, Stranka demokratske akcije Muslimane, a Albance Demokratski savez.
Bojkot je uspješno organiziran u općinama s većinskom muslimanskom (Rožaje, Plav) i albanskom populacijom (Ulcinj).
No, u općini Andrijevica je dostignut apsolutni rekord izašlih na referendum. Od 4.720 upisanih birača glasovalo je njih 4.714 što znači da nije glasovalo svega šestoro upisanih birača. Čak se 99,61% Andrijevičana izjasnilo ZA.
Referendum je održan pri službeno proglašenim "uvjetima neposredne ratne
opasnosti u kojoj se zemlja nalazi".
Referendum nije nadgledao niti jedan strani akreditirani promatrač.

## Posljedice
Na bazi svoga referendumskoga izjašnjenja Republika Crna Gora je s Republikom Srbijom (koja nije istim povodom organizirala svoj referendum) oformila 27. travnja 1992. SRJ. 
Nedugo je zatim, članstvo SRJ (preciznije: SFRJ) u UN suspendirano, a odlukama Vijeća sigurnosti UN-a zavedene su međunarodne gospodarske, znanstvene, kulturne i športske sankcije za SRJ.

## Epilog
Na referendumu 2006. Crna Gora je postala nezavisna država.

## Vanjske poveznice
- Rezultati crnogorskog reverenduma 1992.g.  Arhivirana inačica izvorne stranice od 14. veljače 2009. (Wayback Machine)
- Prigovori Liberalnoga saveza na regularnost referenduma (točka 4.)
- Optužbe protivu Narodne stranke u povodu njezina bojkotiranja referenduma iz 1992.g.[neaktivna poveznica]